# 黃藥眠
黄药眠（1903年1月14日—1987年9月3日），原名黄访、黄恍，笔名有达史、黄吉、番茄等，中國政治活动家，文学家、诗人、文艺理论家、教育家和新闻工作者。北京师范大学一级教授。

## 生平

### 早年經歷

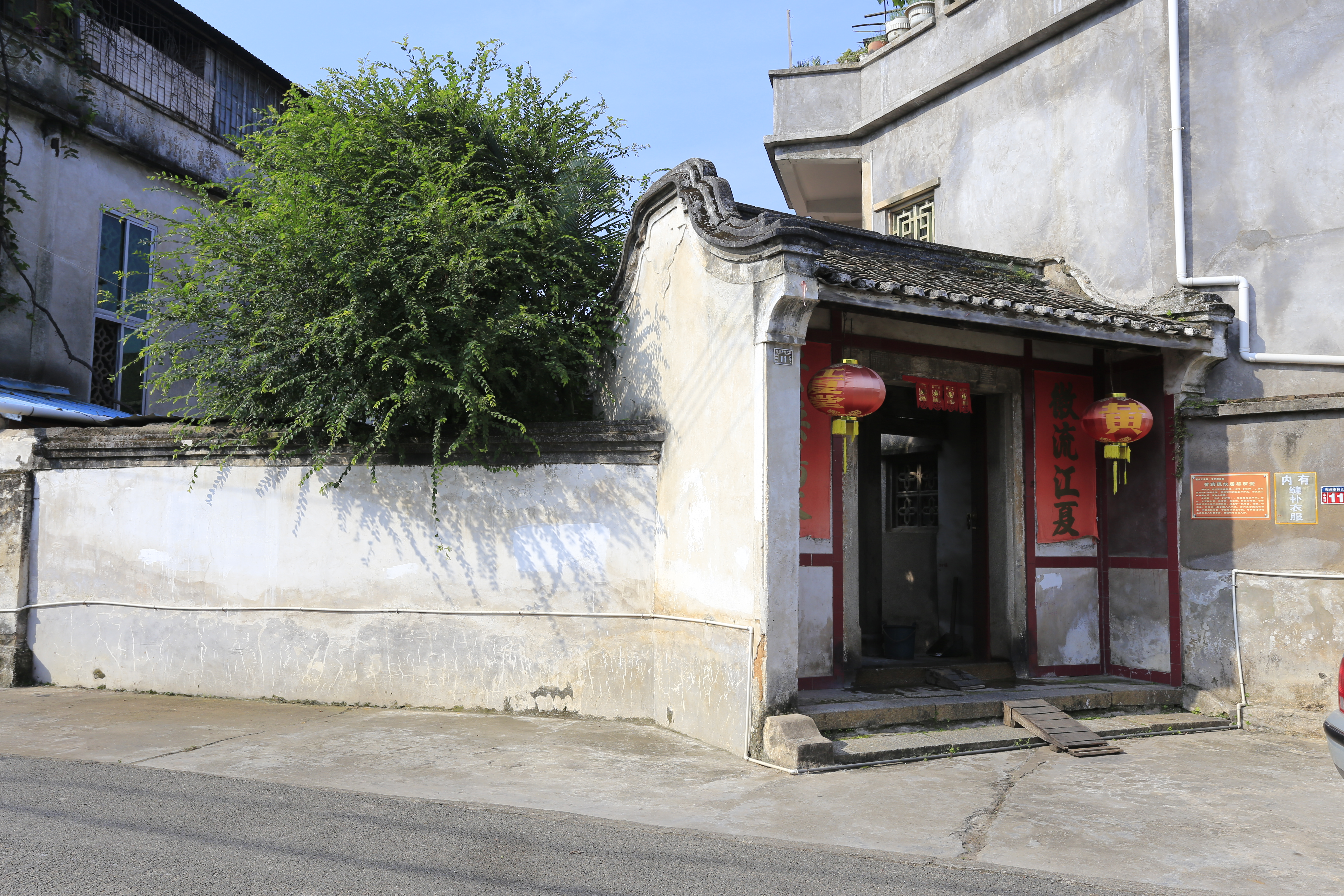
梅州市梅江区东山桥11号民居——椿荫堂（黄药眠故居）

黄药眠出生在广东梅县一个没落的商绅家庭。中学时期，喜读《楚辭》、《庄子》。五四运动爆发后，积极投身于当地的抗議運動，任岭东学生联合会梅县分会的秘书长，是非常活跃的学生骨干，并受新文化运动的影响，醉心于新文学作品的阅读和写作。1921年，黄药眠考入广东高等师范学校（中山大学前身）英文系。阅读了大量中外文名著，并开始了新文学的创作。
1927年“四一二事变”后不久，黄药眠逃亡上海，经成仿吾、王独清介绍参加了创造社，发表了《晚风》、《我死之夜》、《黄浦滩的中秋》、《握手》、《五月的歌》等著名新诗，并出版了第一本诗集《黄花岗上》，从而奠定了他浪漫派诗人的地位。此外他还发表了多篇充满诗意、激情的文艺论文，如《梦的创造》、《非个人主义文学》、《文艺家应当为谁而战》等，从而在文艺理论界展露头角。在创造社，他开始接受马克思主义，翻译了拉贝里拉著的《辩证唯物主义与历史唯物主义》，并于1928年夏加入中国共产党。之后，曾与夏衍等多次商讨筹办“左联”事宜。
1929年秋冬，黄药眠被派往苏联青年共产国际东方部。1933年冬，黄药眠绕道海参崴回到上海，向上海中共中央局传达了共产国际关于建立抗日民族统一战线的战略决策。之后任共青团中央宣传部长。不久遭人举报被捕，并被判处10年徒刑。

### 抗战时期
抗战爆发后，黃藥眠由八路军办事处保释出狱，即奔赴延安，在新华社工作。由于历史政治原因，黄药眠在中组部的干部审查过程中受到工作人员的冷落和歧视，因此负气离开延安，1938年到武汉养病。后撤往长沙，加入“青记”，并同范长江、胡愈之等一起创办国际新闻社，任总编辑。
黄药眠作为中国文协桂林分会的常务理事兼秘书，实际上负责着除四川之外的西南大后方抗战文艺的理论导向工作，发表了《抗战文艺的任务及其方向》、《目前文艺运动的主流》等长篇论文。他还负责组织了桂林文化界“关于民族形式问题”的讨论。经常组织举办有关诗歌创作、诗歌形式的研讨会，并发表了大量的关于诗歌批评的论文，像《诗歌的民族形式之我见》、《论诗歌的创作方向》、《论诗歌的手法及其它》、《论诗底美、诗底形象》等，对当时中国诗歌创作的发展产生了很大的影响。业余他还举办各种文学讲习班，培养了大批文学青年。
皖南事变后，黄药眠逃亡到香港，在廖承志的领导下从事国际宣传工作，常为《国际时事论丛》、《华商报》撰稿。太平洋战争爆发，香港沦陷后，黄药眠回到家乡梅县，潜心著述，为《当代文艺》、《文艺生活》等报刊撰稿，写有散文集《美丽的黑海》、文艺论集《诗论》、译有俄文诗选《莎多霞》等。1943年再度回到桂林，积极参加抗日宣传和文艺创作活动。1944年日軍南侵，他撤往成都，为《华西日报》和《华西晚报》文艺副刊撰稿，并加入中国民主同盟。

### 赴香港
抗战胜利后，黄药眠再度赴香港，主编《民主与文化》，兼农工民主党机关刊物《人民报》主笔。后为培养革命人才，与友人创办了达德学院，任文哲系主任。同时，黄药眠兼做民主同盟南方总支部的宣传工作，主编《光明报》。并活跃在香港进步文坛上。这一时期，黄药眠的文学创作和理论研究成果颇丰，主要有：论文集《论约瑟夫的外套》、《走私的哲学》，小说集《暗影》、《再见》，长诗《桂林的撤退》，散文集《抒情小品》，政论集《民主运动讲话》等，并兼任中华文协香港分会的主席。

### 中華人民共和國成立後
1949年春，黄药眠应邀来北平参加了第一次文代会和全国政协会议。中華人民共和國成立后，黄药眠在北京师范大学任教。1957年整风期间，任民盟中央宣传部长，是民盟的理论家和宣传家，民盟高校领导体制改革小组的负责人，"六六六教授会议"中六教授之一，後被劃爲右派。文革時，康生把黃藥眠污蔑为反動學術權威，使他失去人身自由，飽受牢囚之苦。
黄药眠历任第一届全国人大代表，第三、四、五届全国政协委员，第六届全国政协常委，民盟中央常委、宣传部长，参议委员会副主任，中国文联常务理事兼副秘书长，中国作协顾问，中国文艺理论学会副会长等职务。
1987年9月3日黄药眠在北京逝世，享年84岁。

## 著译

### 著作
诗歌
- <<黄花岗上>> 1928年, 上海创造社出版部
- <<桂林底撤退>> 1947年， 香港群力书店
- <<英雄颂>> 1952， 北京师范大学出版社
- <<悼念—为纪念周总理逝世三周年而作>> 1980， 陕西人民出版社
- <<黄药眠抒情诗集>> 1990,  长江文艺出版社

散文集
- <<黑海 - 美丽的黑海>>  1944，文化供应社
- <<抒情小品>> 1948， 香港文化出版社
- <<朝鲜——英雄底国度>> 1981，花城出版社
- <<药眠散文选>> 1983， 花城出版社

文艺论文集
- <<战斗者的诗人>> 1947， 远方书店
- <<论约瑟夫的外套>> 1948， 人间出版社
- <<论走私主义的哲学>> 1949， 香港求实出版社
- <<沉思集>> 1953， 棠棣出版社
- <<批判集>> 1953， 作家出版社
- <<初学集>> 1957， 长江出版社
- <<迎新集>> 1983， 百花出版社
- <<黄药眠文艺论文集>> 1985， 北京师范大学出版社
- <<黄药眠美学论文集>> 1991， 河北教育出版社

小说
- <<痛心>> 1928， 上海乐群书店
- <<一个妇人的日记>> 1929， 世界文艺社
- <<暗影>> 1946， 香港中国出版社
- <<再见>> 1949， 香港群力书店
- <<淡紫色之夜>> 1986， 江西人民出版社
- <<黄药眠自选集 >> 1986， 花城出版社

纪实文学
- <<动荡——我所经历的半个世纪>> 1987， 上海文艺出版社

时事评论集
- <<到和平之路>> 1945， 上海新中出版社

### 译作
- <<春>>（诗）英 诗选
- <<月之初升>>（话剧集）爱尔兰 格雷戈里夫人著
- <<工人杰麦>>（长篇小说）美国 辛克莱著
- <<辨证主义与历史唯物主义>>  意大利 拉波拉著>>
- <<西班牙诗歌选译>>
- <<永逝了的菲比>>（短篇小说）美国 西·德莱赛著
- <<沙多霞>>（诗集）苏联 江布尔等著
- <<西班牙革命诗歌选>>  西班牙 阿尔陪特等著
- <<伊萨柯夫斯基诗选>>  苏联 伊萨柯夫斯基著